# Liste der Baudenkmäler in Neukirchen (Niederbayern)

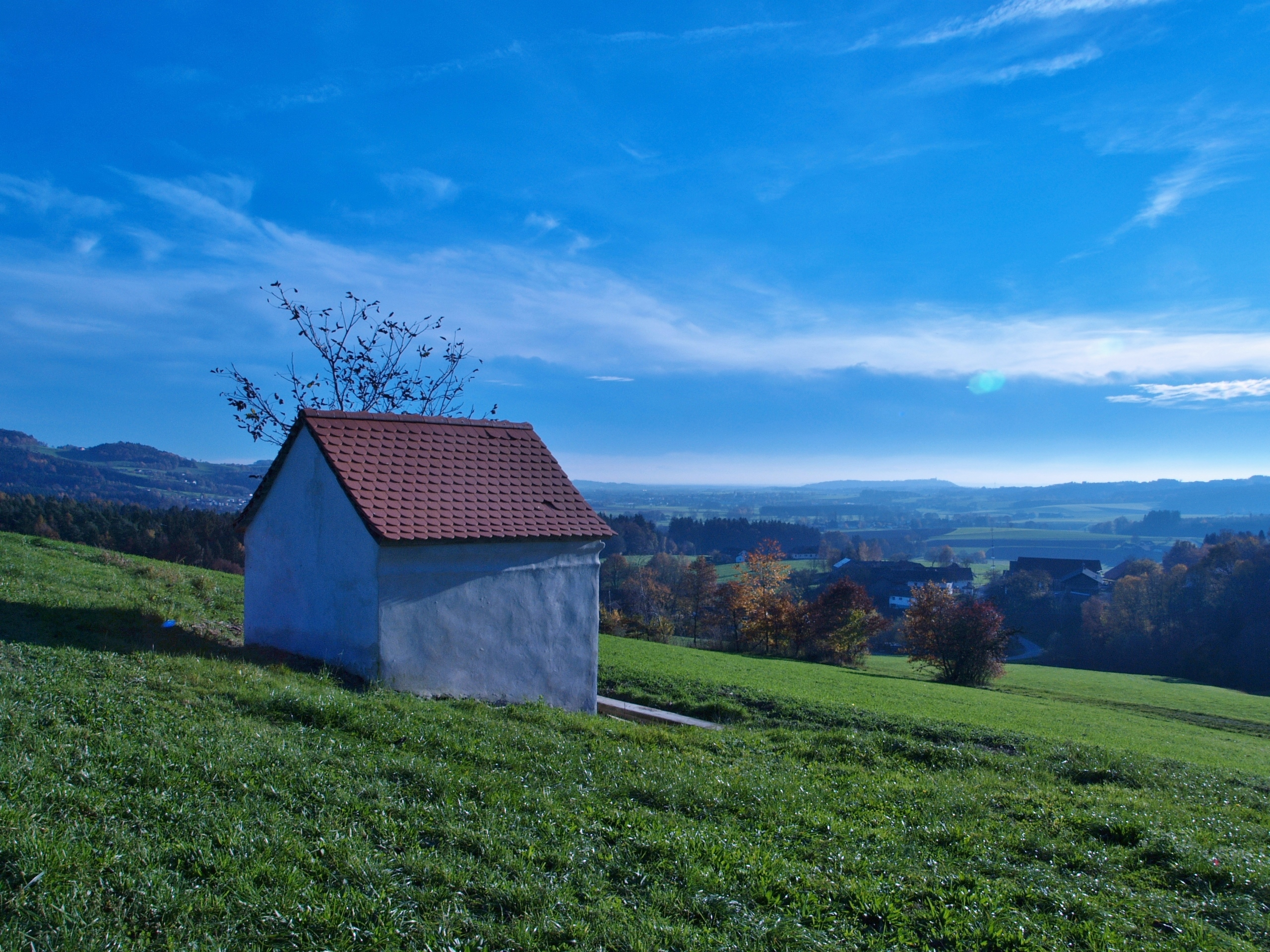
Kapelle in der Flur von Oberwachsenberg

Auf dieser Seite sind die Baudenkmäler in der niederbayerischen Gemeinde Neukirchen zusammengestellt. Diese Tabelle ist eine Teilliste der Liste der Baudenkmäler in Bayern. Grundlage ist die Bayerische Denkmalliste, die auf Basis des Bayerischen Denkmalschutzgesetzes vom 1. Oktober 1973 erstmals erstellt wurde und seither durch das Bayerische Landesamt für Denkmalpflege geführt wird. Die folgenden Angaben ersetzen nicht die rechtsverbindliche Auskunft der Denkmalschutzbehörde.

## Baudenkmäler nach Ortsteilen

### Neukirchen
| Lage                    | Objekt                             | Beschreibung                                                   | Akten-Nr.    | Bild           |
| ----------------------- | ---------------------------------- | -------------------------------------------------------------- | ------------ | -------------- |
| Kirchgasse 8 (Standort) | Katholische Pfarrkirche St. Martin | Erbaut 1758, Verlängerung und Turmneubau 1898; mit Ausstattung | D-2-78-154-2 | weitere Bilder |

### Autsdorf
| Lage                  | Objekt             | Beschreibung                     | Akten-Nr.    | Bild |
| --------------------- | ------------------ | -------------------------------- | ------------ | ---- |
| Autsdorf 1 (Standort) | Hierzu Traidkasten | In Blockbau, 18./19. Jahrhundert | D-2-78-154-3 | BW   |

### Buchaberg
| Lage                             | Objekt      | Beschreibung                         | Akten-Nr.    | Bild           |
| -------------------------------- | ----------- | ------------------------------------ | ------------ | -------------- |
| Südwestlich des Ortes (Standort) | Waldkapelle | 19./20. Jahrhundert; mit Ausstattung | D-2-78-154-4 | weitere Bilder |

### Buchamühl
| Lage                   | Objekt              | Beschreibung                                                       | Akten-Nr.    | Bild                |
| ---------------------- | ------------------- | ------------------------------------------------------------------ | ------------ | ------------------- |
| Buchamühl 1 (Standort) | Hierzu Ausnahmshaus | Blockbau und Traidkasten, Blockbau, Ende 1. Hälfte 19. Jahrhundert | D-2-78-154-5 | Hierzu Ausnahmshaus |

### Dießenbach
| Lage                    | Objekt      | Beschreibung | Akten-Nr.    | Bild |
| ----------------------- | ----------- | --- | ------------ | ---- |
| Dießenbach 1 (Standort) | Einfirsthof | Breitgelagerter eineinhalbgeschossiger Blockbau mit Giebelschrot, aufgedoppelter Haustür und profilierten Balkenköpfen, bezeichnet mit 1795; bestes Beispiel des großen Waldlerhauses im Landkreis. | D-2-78-154-7 | BW   |

### Graben
| Lage                | Objekt        | Beschreibung                                                                                  | Akten-Nr.    | Bild |
| ------------------- | ------------- | --------------------------------------------------------------------------------------------- | ------------ | ---- |
| Graben 1 (Standort) | Wohnstallhaus | Stattlicher, eineinhalbgeschossiger Bau mit Giebelschrot, verputzt, 1. Hälfte 19. Jahrhundert | D-2-78-154-8 | BW   |

### Hacka
| Lage               | Objekt                         | Beschreibung                                                     | Akten-Nr.    | Bild |
| ------------------ | ------------------------------ | ---------------------------------------------------------------- | ------------ | ---- |
| Hacka 3 (Standort) | Hierzu urtümlicher Traidkasten | Ehemals geständert, später abgemauert, 2. Hälfte 17. Jahrhundert | D-2-78-154-9 | BW   |

### Haggn
| Lage                        | Objekt        | Beschreibung | Akten-Nr.     | Bild           |
| --------------------------- | ------------- | --- | ------------- | -------------- |
| Haggn 22, 24, 26 (Standort) | Schloss Haggn | Ehemalige Wasserburg, Wohnbau über älterem Kern im 17. Jahrhundert errichtet, mit Ecktürmen, Anbauten und Halbwalmdach, Schlosskapelle, 17. Jahrhundert; mit Ausstattung Ökonomiegebäude des Schlosses, Dreiflügelanlage mit Durchfahrt, der Ostflügel mit Schopfwalm, 18. Jahrhundert Nördlich anschließend ummauertes Gartenparterre mit Pflanzenhaus, barock | D-2-78-154-10 | weitere Bilder |
| Haggn 28 (Standort)         | Waldlerhaus   | In Blockbau, Ende 18. Jahrhundert | D-2-78-154-11 | BW             |

### Hochstraß
| Lage                   | Objekt               | Beschreibung                                                       | Akten-Nr.     | Bild                 |
| ---------------------- | -------------------- | ------------------------------------------------------------------ | ------------- | -------------------- |
| Hochstraß 1 (Standort) | Großer Traidkasten   | In Blockbau, Mitte 19. Jahrhundert; im Ostflügel des Dreiseithofes | D-2-78-154-12 | BW                   |
| Hochstraß 3 (Standort) | Hierzu Ausnahmshäusl | Mit Blockbaugiebel, 2. Hälfte 17. Jahrhundert                      | D-2-78-154-13 | Hierzu Ausnahmshäusl |

### Höfling
| Lage                 | Objekt      | Beschreibung                                                  | Akten-Nr.     | Bild |
| -------------------- | ----------- | ------------------------------------------------------------- | ------------- | ---- |
| Höfling 1 (Standort) | Traidkasten | Zugehöriger kleiner Blockbau-Traidkasten, 18./19. Jahrhundert | D-2-78-154-14 | BW   |

### Inderbogen
| Lage                       | Objekt                                       | Beschreibung | Akten-Nr.     | Bild          |
| -------------------------- | -------------------------------------------- | --- | ------------- | ------------- |
| Inderbogen 2, 3 (Standort) | Wohnstallhaus                                | Bemerkenswertes, stattliches Wohnstallhaus eines Dreiseithofes, mit Blockbau-Obergeschoss, einem Trauf- und zwei Giebelschroten, bezeichnet mit 1849 Kleines Ausnahmshaus in Blockbau, 18. und zweite Hälfte 19. Jahrhundert (Dach) | D-2-78-154-15 | Wohnstallhaus |
| Inderbogen 4 (Standort)    | Ehemaliges Wohnstallhaus eines Dreiseithofes | Mit Blockbau-Obergeschoss und steilerem Dach, 3. Viertel 19. Jahrhundert Traidkasten, geständerter Blockbau, bezeichnet mit 1843 | D-2-78-154-16 | BW            |
| Inderbogen 13 (Standort)   | Blockbau mit Schrot                          | Anfang 18. Jahrhundert | D-2-78-154-17 | BW            |
| Inderbogen 14 (Standort)   | Ausnahmshaus                                 | In Blockbau mit umlaufendem Schrot, 1. Hälfte 18. Jahrhundert | D-2-78-154-18 | BW            |

### Irlach
| Lage                | Objekt      | Beschreibung                                                                                            | Akten-Nr.     | Bild    |
| ------------------- | ----------- | --- | ------------- | ------- |
| Irlach 1 (Standort) | Traidkasten | Hierzu urtümlicher, zweigeschossiger Traidkasten, Erdgeschoss 16. Jahrhundert, Oberteil 18. Jahrhundert | D-2-78-154-19 | BW      |
| Irlach 1 (Standort) | Kapelle     | 19. Jahrhundert; mit Ausstattung                                                                        | D-2-78-154-20 | Kapelle |

### Irlmühle
| Lage                     | Objekt     | Beschreibung                             | Akten-Nr.     | Bild           |
| ------------------------ | ---------- | ---------------------------------------- | ------------- | -------------- |
| Nähe Irlmühle (Standort) | Hofkapelle | Alte Ausstattung der modernen Hofkapelle | D-2-78-154-21 | weitere Bilder |

### Kager
| Lage                 | Objekt                     | Beschreibung | Akten-Nr.     | Bild                       |
| -------------------- | -------------------------- | --- | ------------- | -------------------------- |
| Kager 1 (Standort)   | Kleinbauernhaus            | Zweigeschossiger Blockbau, 1. Hälfte 19. Jahrhundert | D-2-78-154-24 | BW                         |
| Kager 2 (Standort)   | Kleine hölzerne Hofkapelle | Anfang 20. Jahrhundert; mit Ausstattung und Totenbrettern; zugehörig zu Haus Nummer 11                                                                       | D-2-78-154-26 | Kleine hölzerne Hofkapelle |
| Kager 4 (Standort)   | Haufenhof                  | Wohnstallhaus, stattlicher Obergeschoss-Blockbau mit zwei Giebelschroten, am Firstbug bezeichnet mit 18 .. (10) Totenbretter (?)                             | D-2-78-154-23 | BW                         |
| Zu Haus Nummer 10 () | Ehemalige Schneidsäge      | Zum Teil die Anlage des 19. Jahrhunderts erhalten, überwiegend in Bruchstein, unverputzt nicht nachqualifiziert, im Bayerischen Denkmal-Atlas nicht kartiert | D-2-78-154-25 |                            |

### Kreuzhaus
| Lage                     | Objekt     | Beschreibung                                                                             | Akten-Nr.     | Bild |
| ------------------------ | ---------- | ---------------------------------------------------------------------------------------- | ------------- | ---- |
| an der Straßengablung () | Steinkreuz | Wohl 15. Jahrhundert nicht nachqualifiziert, im Bayerischen Denkmal-Atlas nicht kartiert | D-2-78-154-27 |      |

### Lohmühl
| Lage                 | Objekt    | Beschreibung                                                    | Akten-Nr.     | Bild      |
| -------------------- | --------- | --------------------------------------------------------------- | ------------- | --------- |
| Lohmühl 1 (Standort) | Einzelhof | Hauptbau um 1840, mit umlaufendem Balusterschrot und Flugpfette | D-2-78-154-29 | Einzelhof |

### Mitterkogl
| Lage                    | Objekt        | Beschreibung                                                                    | Akten-Nr.     | Bild |
| ----------------------- | ------------- | ------------------------------------------------------------------------------- | ------------- | ---- |
| Mitterkogl 1 (Standort) | Traidkasten   | Zugehöriger geständerter Traidkasten, 1. Hälfte 19. Jahrhundert                 | D-2-78-154-30 | BW   |
| Mitterkogl 2 (Standort) | Hakenhof      | Mit Blockbau-Obergeschoss und umlaufendem Schrot, 1. Drittel 19. Jahrhundert    | D-2-78-154-31 | BW   |
| Mitterkogl 7 (Standort) | Wohnstallhaus | Zweigeschossiger Blockbau mit umlaufendem Bretterschrot, Anfang 19. Jahrhundert | D-2-78-154-33 | BW   |

### Mitterwachsenberg
| Lage                           | Objekt                      | Beschreibung                                                                 | Akten-Nr.     | Bild                  |
| ------------------------------ | --------------------------- | ---------------------------------------------------------------------------- | ------------- | --------------------- |
| Mitterwachsenberg 1 (Standort) | Obergeschoss-Blockbau       | Mit mittelsteilem Dach, 3. Viertel 19. Jahrhundert; zugehörig zu Dreiseithof | D-2-78-154-34 | Obergeschoss-Blockbau |
| Mitterwachsenberg 5 (Standort) | Kleinbauernhaus in Blockbau | 18./19. Jahrhundert, Dach später                                             | D-2-78-154-37 | BW                    |
| Mitterwachsenberg 7 (Standort) | Waldlerhaus                 | Mit Giebelschrot, Blockbau, Anfang 19. Jahrhundert                           | D-2-78-154-35 | BW                    |
| Mitterwachsenberg 8 (Standort) | Waldlerhaus                 | In Blockbau, im Kern 18. Jahrhundert, Dach später                            | D-2-78-154-36 | Waldlerhaus           |

### Niederhofen
| Lage                     | Objekt          | Beschreibung                                                  | Akten-Nr.     | Bild |
| ------------------------ | --------------- | ------------------------------------------------------------- | ------------- | ---- |
| Niederhofen 9 (Standort) | Kleinbauernhaus | Zweigeschossiger Blockbau, 18./19. Jahrhundert, Dach erneuert | D-2-78-154-38 | BW   |

### Notzling
| Lage                  | Objekt               | Beschreibung                                             | Akten-Nr.     | Bild |
| --------------------- | -------------------- | -------------------------------------------------------- | ------------- | ---- |
| Notzling 1 (Standort) | Blockbau-Traidkasten | Hierzu kleiner Blockbau-Traidkasten, 18./19. Jahrhundert | D-2-78-154-39 | BW   |

### Oberwachsenberg
| Lage                                             | Objekt          | Beschreibung                                                  | Akten-Nr.     | Bild           |
| ------------------------------------------------ | --------------- | ------------------------------------------------------------- | ------------- | -------------- |
| Oberwachsenberg 4 (Standort)                     | Traidkasten     | Hierzu kleiner Traidkasten in Blockbau, Mitte 19. Jahrhundert | D-2-78-154-41 | BW             |
| Oberwachsenberg 5 (Standort)                     | Kleinbauernhaus | In Blockbau mit Giebelschrot, im Kern 18. Jahrhundert         | D-2-78-154-42 | BW             |
| Außerfeld in der Flur Oberwachsenberg (Standort) | Kapelle         | Bezeichnet mit 1820; mit Ausstattung; südlich des Ortes       | D-2-78-154-43 | weitere Bilder |

### Oed bei Reisach
| Lage                       | Objekt               | Beschreibung                                                               | Akten-Nr.     | Bild |
| -------------------------- | -------------------- | -------------------------------------------------------------------------- | ------------- | ---- |
| Oed b.Reisach 1 (Standort) | Großes Wohnstallhaus | Mit Blockbauobergeschoss und umlaufendem Schrot, wohl noch 18. Jahrhundert | D-2-78-154-44 | BW   |

### Plenthof
| Lage                                          | Objekt  | Beschreibung                                           | Akten-Nr.     | Bild                                                                                                   |
| --------------------------------------------- | ------- | ------------------------------------------------------ | ------------- | --- |
| In der Zell (südöstlich des Ortes) (Standort) | Kapelle | Bezeichnet mit 1832; mit Ausstattung und Totenbrettern | D-2-78-154-46 | [[Vorlage:Bilderwunsch/code!/C:48.97038,12.7889!/D:In der Zell (südöstlich des Ortes), Kapelle!/\|BW]] |

### Pürgl
| Lage                | Objekt                                       | Beschreibung                                                                 | Akten-Nr.     | Bild                 |
| ------------------- | -------------------------------------------- | ---------------------------------------------------------------------------- | ------------- | -------------------- |
| Pürgl 7 (Standort)  | Kleines Waldlerhaus                          | Zum Teil getünchter Blockbau, Anfang 19. Jahrhundert                         | D-2-78-154-48 | BW                   |
| Pürgl 14 (Standort) | Kleinhaus                                    | Mit Blockbau-Obergeschoss 2. Viertel 19. Jahrhundert, Dach und Giebel später | D-2-78-154-49 | weitere Bilder       |
| Pürgl 15 (Standort) | Hierzu Ausnahmshäusl                         | Mit Blockbau-Obergeschoss, 1. Hälfte 19. Jahrhundert                         | D-2-78-154-50 | Hierzu Ausnahmshäusl |
| Pürgl 16 (Standort) | Katholische Filialkirche St. Pauli Bekehrung | Bemerkenswerte Dreikonchen-Anlage von 1712; mit Ausstattung                  | D-2-78-154-47 | weitere Bilder       |

### Radmoos
| Lage                 | Objekt          | Beschreibung                        | Akten-Nr.     | Bild |
| -------------------- | --------------- | ----------------------------------- | ------------- | ---- |
| Radmoos 6 (Standort) | Kleinbauernhaus | In Blockbau, Anfang 19. Jahrhundert | D-2-78-154-52 | BW   |

### Reisach
| Lage                 | Objekt                | Beschreibung                                     | Akten-Nr.     | Bild |
| -------------------- | --------------------- | ------------------------------------------------ | ------------- | ---- |
| Reisach 1 (Standort) | Ehemaliges Bauernhaus | Obergeschoss-Blockbau, 1. Hälfte 19. Jahrhundert | D-2-78-154-54 | BW   |

### Schickersgrub
| Lage                        | Objekt          | Beschreibung                                             | Akten-Nr.     | Bild |
| --------------------------- | --------------- | -------------------------------------------------------- | ------------- | ---- |
| Schickersgrub 3 (Standort)  | Kleinbauernhaus | In Blockbau mit doppeltem Schrot, Anfang 19. Jahrhundert | D-2-78-154-55 | BW   |
| In Schickersgrub (Standort) | Kapelle         | 19. Jahrhundert; mit Ausstattung; an der Brücke          | D-2-78-154-56 | BW   |

### Sparr
| Lage               | Objekt        | Beschreibung | Akten-Nr.     | Bild |
| ------------------ | ------------- | --- | ------------- | ---- |
| Sparr 6 (Standort) | Wohnstallhaus | Zweigeschossiger Bau mit Blockbau-Obergeschoss und umlaufendem Schrot (Baluster), bezeichnet mit 1842 Ehemaliges Ausnahmshaus, Waldlerhaus in Blockbau, 2. Hälfte 18. Jahrhundert | D-2-78-154-57 | BW   |

### Taußersdorf
| Lage              | Objekt                             | Beschreibung | Akten-Nr.     | Bild |
| ----------------- | ---------------------------------- | --- | ------------- | ---- |
| Taußersdorf 11 () | Ehem. Einfirsthof, Typ Waldlerhaus | eingeschossiger Satteldachbau, Wohnteil als Blockbau mit Giebellaube, im Kern um 1607 (dendro.dat.), Stallteil massiv, angebaute Scheune Ständerwerk, 19./frühes 20. Jh., Dach in den 1920er Jahren erhöht; Stadel, verbretterte Ständerkonstruktion, Ende 19. Jh. | D-2-78-154-65 |      |

### Untermühlbach
| Lage                       | Objekt                      | Beschreibung | Akten-Nr.     | Bild        |
| -------------------------- | --------------------------- | --- | ------------- | ----------- |
| Untermühlbach 2 ()         | Backhaus mit Geräteschuppen | Steinbau mit Satteldach, 19. Jh. | D-2-78-154-64 |             |
| Untermühlbach 2 (Standort) | Traidkasten                 | Hierzu geständerter Traidkasten mit Flachdach, 18./19. Jahrhundert Ausnahmshaus östlich von Nr. 2, Waldlertyp in offenem Blockbau, 2. Viertel 19. Jahrhundert | D-2-78-154-61 | Traidkasten |

### Unterwachsenberg
| Lage                           | Objekt     | Beschreibung                                                                 | Akten-Nr.     | Bild       |
| ------------------------------ | ---------- | ---------------------------------------------------------------------------- | ------------- | ---------- |
| Unterwachsenberg 13 (Standort) | Bauernhaus | Mit Blockbau-Obergeschoss, Mitte 19. Jahrhundert, Dach mittelsteil           | D-2-78-154-62 | Bauernhaus |
| Unterwachsenberg 16 (Standort) | Backofen   | Hierzu alter Backofen, Bruchsteinbau unter Flachdach, Anfang 19. Jahrhundert | D-2-78-154-63 | Backofen   |

## Ehemalige Baudenkmäler
In diesem Abschnitt sind Objekte aufgeführt, die früher einmal in der Denkmalliste eingetragen waren, jetzt aber nicht mehr. Objekte, die in anderem Zusammenhang also z. B. als Teil eines Baudenkmals weiter eingetragen sind, sollen hier nicht aufgeführt werden. Aktennummern in diesem Abschnitt sind ehemalige, jetzt nicht mehr gültige Aktennummern.

| Lage                                | Objekt       | Beschreibung                                                                  | Akten-Nr.     | Bild |
| ----------------------------------- | ------------ | ----------------------------------------------------------------------------- | ------------- | ---- |
| Burkasberg In Burkasberg (Standort) | Ausnahmshaus | Waldlerhaustyp, offener Blockbau mit Giebelschrot, 1. Drittel 19. Jahrhundert | D-2-78-154-6  | BW   |
| Obermühlbach Bayerweg 1 (Standort)  | Bauernhaus   | Mit Blockbau-Obergeschoss und zwei Giebelschroten, 1. Drittel 19. Jahrhundert | D-2-78-154-40 | BW   |
| Radmoos Radmoos 4 (Standort)        | Bauernhaus   | Mit Blockbau-Obergeschoss, 2. Viertel 19. Jahrhundert, Dach später            | D-2-78-154-53 | BW   |